# Amt Stadtlohn
Das Amt Stadtlohn war ein Amt im Kreis Ahaus in Nordrhein-Westfalen. Im Rahmen der nordrhein-westfälischen Gebietsreform wurde das Amt zum 1. Juli 1969 aufgelöst. 

## Geschichte
Im Rahmen der Einführung der Landgemeindeordnung für die Provinz Westfalen wurde 1844 im Kreis Ahaus die Landbürgermeisterei Stadtlohn in das Amt Stadtlohn überführt. Dem Amt gehörten zunächst die Landgemeinden Almsick, Estern-Büren, Hengeler-Wendfeld, Hundewick und Wessendorf an.
Das nur aus der Gemeinde Südlohn bestehende Amt Südlohn wurde 1883 in das Amt Stadtlohn eingegliedert. Im Jahre 1907 wurde die neue Gemeinde Oeding aus Südlohn herausgelöst.
Am 1. August 1964 schlossen sich die Gemeinden Almsick, Estern-Büren, Hengeler-Wendfeld, Hundewick und Wessendorf zur neuen Gemeinde Kirchspiel Stadtlohn zusammen.
Durch das Gesetz zur Neugliederung von Gemeinden des Landkreises Ahaus wurde das Amt Stadtlohn zum 1. Juli 1969 aufgelöst. Die Gemeinde Kirchspiel Stadtlohn wurde in die Stadt Stadtlohn eingegliedert, die auch Rechtsnachfolgerin des Amtes ist. Südlohn und Oeding wurden zur neuen Gemeinde Südlohn zusammengeschlossen. Seit 1975 gehören Stadtlohn und Südlohn zum Kreis Borken.

## Einwohnerentwicklung
| Jahr | Einwohner | Quelle |
| ---- | --------- | ------ |
| 1858 | 2.404     | [ 4 ]  |
| 1871 | 2.123     | [ 5 ]  |
|      |           |        |
| 1885 | 4.849     | [ 6 ]  |
| 1910 | 5.741     | [ 7 ]  |
| 1939 | 7.326     | [ 8 ]  |
| 1950 | 8.800     | [ 9 ]  |
| 1969 | 15.205    | [ 9 ]  |

Das Amt wurde 1883 vergrößert.